# Petroglyphe

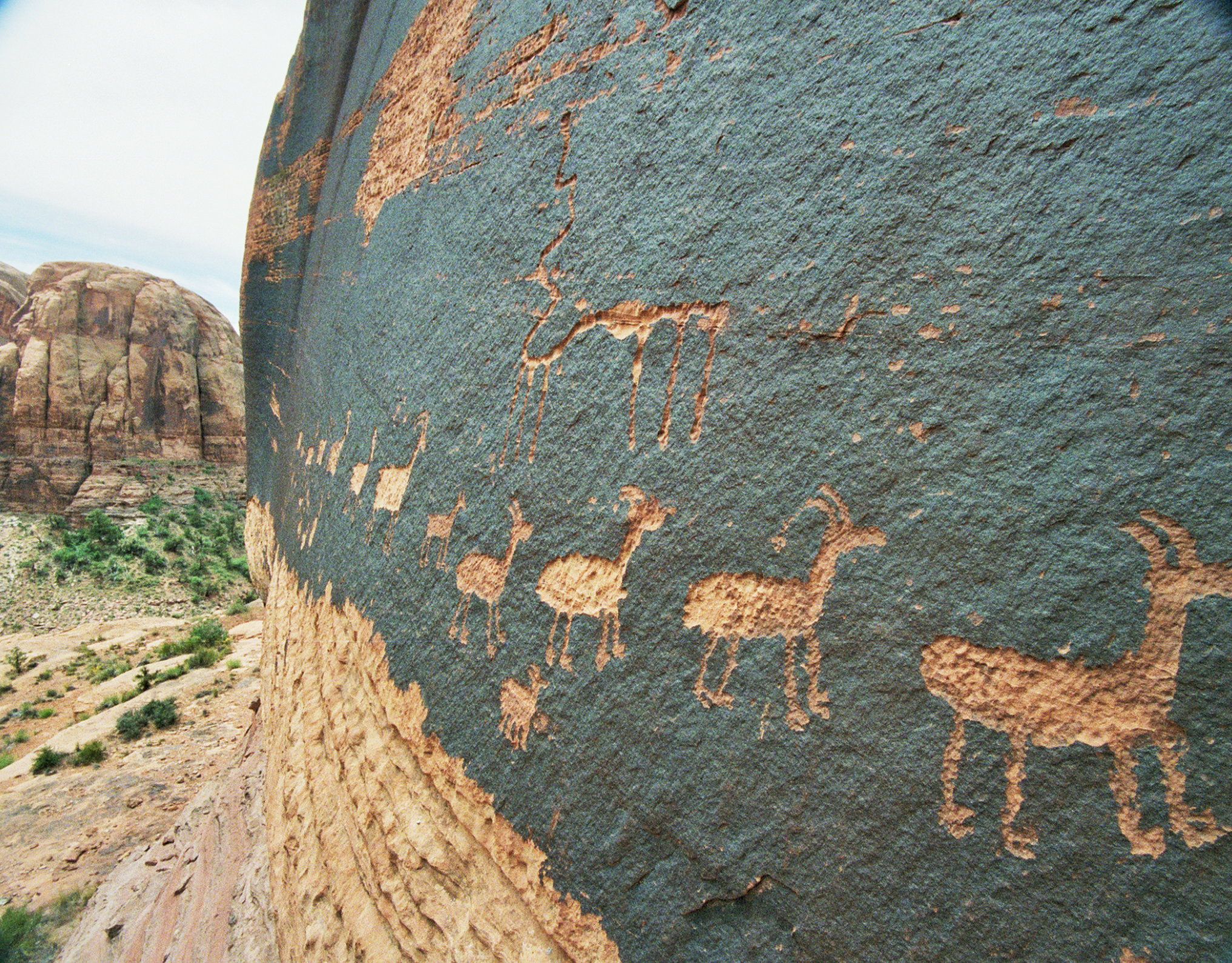
Karawane von Dickhornschafen, Moab, Utah, USA

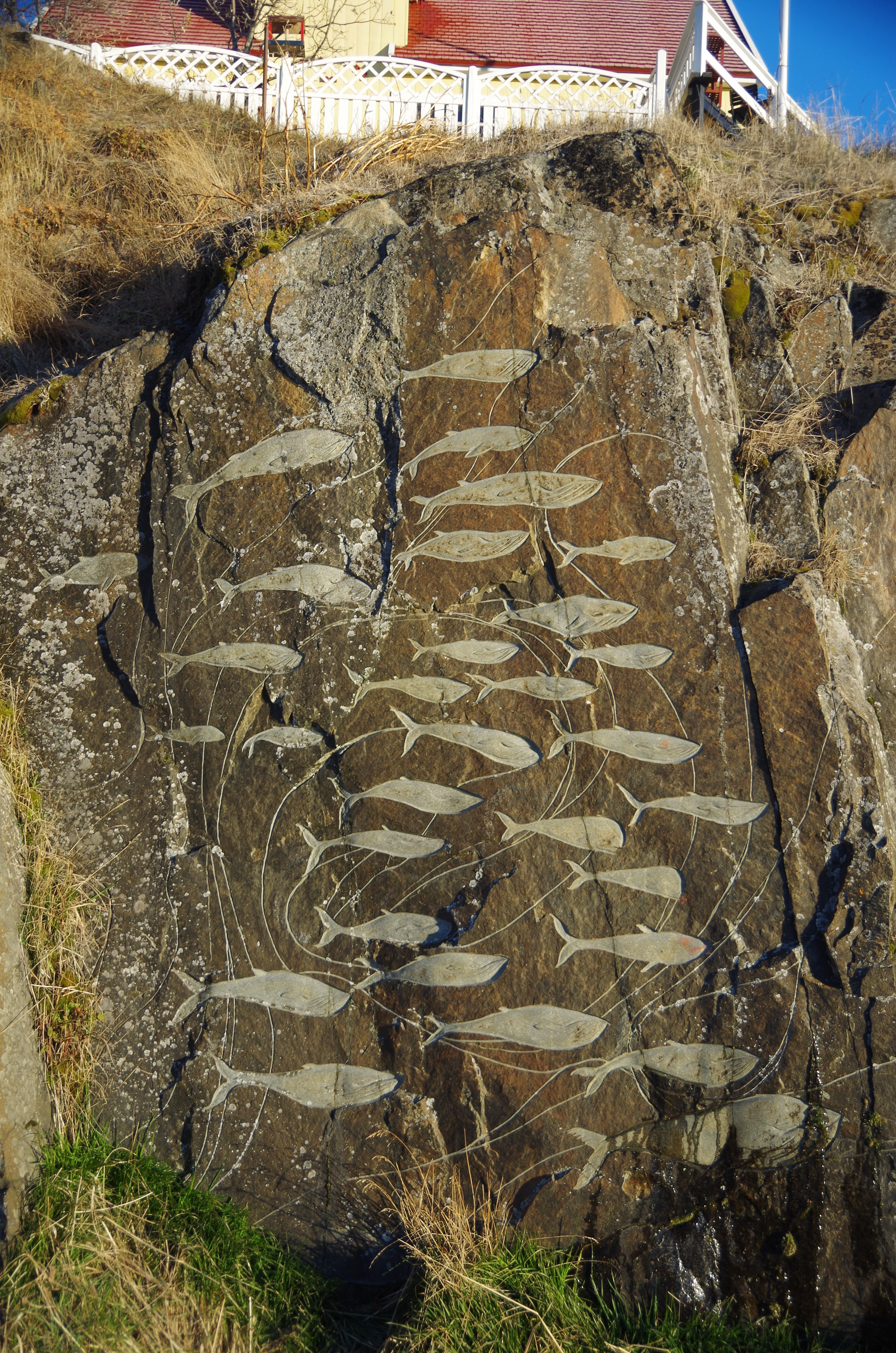
Walbilder von Qaqortoq auf Grönland

Eine Petroglyphe (von griechisch πέτρος petros „Stein“ und γλύφειν glýphein „schnitzen“) ist ein in Stein gearbeitetes Felsbild (englisch Rock art – Felskunst) aus prähistorischer Zeit. Anders als bei der Felsmalerei ist eine Petroglyphe graviert, geschabt oder gepickt und damit in den Untergrund eingetieft.

## Verbreitung und Bedeutung
Petroglyphen sind außer in der Antarktis weltweit verbreitet. In Europa gibt es sie seit dem Aurignacien. Damit gehören sie zu den frühesten künstlerischen Äußerungen des anatomisch modernen Menschen (Homo sapiens).
Oft haben die Darstellungen für die Gemeinschaften, von denen sie stammen, eine hohe kulturelle und religiöse Bedeutung. Das Erkennen der Bedeutung von Petroglyphen ist, wenn überhaupt, nur durch sehr gute Kenntnisse der jeweiligen Kultur möglich. Die Erforschung der Bedeutung von Petroglyphen ist Gegenstand der Archäologie und der Ethnologie.

## Techniken
Es gibt drei Grundtechniken zur Herstellung von Petroglyphen, die häufig auch am gleichen Motiv angewandt sein können:
- Gravieren (oder Ritzen) bezeichnet das Eintiefen von dünnen Linien in das Gestein mit Hilfe eines harten Gegenstandes;
- Schaben (oder Schleifen) bezeichnet das Eintiefen von Flächen durch reibende Bewegungen;
- Picken (oder Punzen) bezeichnet das Eintiefen von Flächen durch schlagende oder klopfende Bewegungen, wobei ein sehr unebenes Relief entsteht.

## Anfänge

### Paläolithische Ritzungen
Die ältesten als Kulturäußerung anerkannten Ritzungen befinden sich auf zwei Hämatitstücken, die in der Blombos-Höhle (Südafrika) gefunden wurden und durch ihren Schichtzusammenhang auf 77.000 Jahre datiert werden. Es handelt sich hier jedoch nicht um Petroglyphen, da die Hämatitstücke nicht Bestandteil der Höhlenwand waren, sondern Objekte der mobilen jungpaläolithischen Kleinkunst.
Als älteste bekannte Petroglyphen im anstehenden Gestein können seit 2014 Ritzungen in einer Höhle in Gibraltar angesehen werden. Die einfachen Formen aus sich kreuzenden Linien werden dem Moustérien und damit dem Neandertaler zugeordnet. Ablagerungen über den Linien konnten auf ein Alter von mindestens 39.000 Jahren datiert werden, die Ritzungen müssen also älter sein. Wesentlich komplexere Ritzungen des modernen Menschen sind seit dem Aurignacien bekannt. In Höhlen der Départements Dordogne und der Charente, darunter La Ferrassie oder die Höhle von Pair-non-Pair, wurden Wandreliefs gefunden, die die natürlichen Formen der Höhlenwände („Höhlentopographie“) in das Bild einbeziehen.
Die umfangreichste Fundstellenlandschaft mit Petroglyphen in Europa liegt im nordportugiesischen Côa-Tal, das als archäologischer Park erschlossen wurde (Parque Arqueológico do Vale do Côa). Die Abbildungen im Côa-Tal werden aus stilistischen Erwägungen überwiegend in das Solutréen datiert.
Die bislang einzigen paläolithischen Petroglyphen in Deutschland befinden sich in der Nähe von Gondershausen im Hunsrück. Sie sind 20.000 bis 25.000 Jahre alt. In den 1930er Jahren entdeckte der Kelheimer Präparator Oskar Rieger in der Kastlhänghöhle bei Pillhausen (Unteres Altmühltal) Linien in der Felswand, die er für die Gravur eines Steinbockes hielt. Wie der Paläontologe Karl Dietrich Adam ausführt, handelt es sich dabei stattdessen um natürliche Klüfte im Fels, die eine scheinbare Gravur vorspiegeln. Dahingegen ist die ebenfalls von Oskar Rieger im Jahre 1937 entdeckte Figur eines Cerviden (Rothirsch) an der Wand des Kleinen Schulerlochs (Abri unterhalb des Großen Schulerlochs) als authentisch anzusehen. Die nebenstehenden Runen des älteren Futharks stehen damit offenbar im Zusammenhang und lassen für die gesamten Gravuren auf eine Datierung ins Frühmittelalter (6. bis 7. Jahrhundert) schließen.
Aus Gönnersdorf (Neuwied), sind vor etwa 15.000 Jahren entstandene Schieferplattenritzungen aus der Zeit des Magdalénien bekannt. Die Darstellungen haben folgende Inhalte: Tiere, Tänzer oder Tänzerinnen sowie symbolhafte Ritzungen, die sich der Auslegung entziehen.

### Neolithische Ritzungen auf Megalithen und Höhlenwänden
Sehr alte Gravuren auf bearbeiteten Monolithen sind vom Göbekli Tepe in der Türkei bekannt.
Viele Felsritzungen in Europa sind auf Megalithen (Grabkammern, Stelen, Menhire) überliefert. Als abstrakte Zeichen sind Petroglyphen in bretonischen (zum Beispiel Gavrinis, Les Pierres-Plates), irischen (Dowth, Knowth, Fourknocks, Newgrange) und walisischen (Barclodiad y Gawres) bekannt. Konzentrische Kreise und Spiralen sind neben Zickzack-Mustern (Wellen) sehr verbreitet. Eine besonders feine Form der Ritzung stellen die maltesischen Altarritzungen der Tarxienphase dar. In den jüngeren Felskammern der Domus de Janas Sardiniens gibt es sie anthropomorph, zumeist aber als Stiergehörne ausgebildet.

### Ritzungen auf Felsaufschlüssen und Steinen
In Schottland gibt es (zum Beispiel im Kilmartin-Valley) eine neolithische oder bronzezeitliche Form von Felsritzungen, die als Cup-and-Ring-Markierung bezeichnet wird. Napfförmige Vertiefungen als Schälchen oder Schalen finden sich auf sogenannten Schalensteinen und auf Megalithanlagen (Ganggrab von Bunsoh, Steinkiste von Horne). Die bronzezeitlichen Felsritzungen wurden meist auf durch Gletscherschliff geglätteten Felsen angebracht. Man findet Ritzungen in Schweden (Felsritzungen von Tanum, Brandskog, Kivik, Litsleby, Nämforsen und Sagaholm), in Norwegen (helleristninger genannt, zum Beispiel in Alta, Hornesfeltet und Solbergfeltet), in Dänemark (zum Beispiel Madsebakke (Allinge-Sandvig) auf Bornholm), in Spanien (Andalusien, Extremadura, Galicien), in Portugal (Parque Arqueológico do Vale do Côa), in Italien (Felsritzungen des Valcamonica), in Frankreich (am Mont Bégo) und in der Schweiz (Carschenna).
Die Themen der Darstellungen entsprechen der gesellschaftlichen Praxis ihrer Schöpfer. So sind zum Beispiel in Norwegen (Trøndelag, Tykamvatn) und Nordschweden jägerische Darstellungen zu finden (Tierstil). Während der Spätbronzezeit und älteren Eisenzeit werden in Skandinavien Schiffsdarstellungen häufig. Aber auch Kultwagen kommen vor. Wegen der großen Ähnlichkeit mit Abbildungen auf Rasiermessern wurden diese Petroglyphen schon von J.J.A. Worsaae als zeitgleich angesehen und korrekt der jüngeren Bronzezeit zugewiesen.
Felsbilder mit Jagdmotiven sind im Unterschied zu Afrika und Westeuropa in Regionen des südlichen Alpenbogen nur selten anzutreffen (Valcamonica). Im nördlichen Alpenbogen wurden bisher gar keine Ritzungen von Jagdszenen gefunden. Gleichwohl sind hier Abbildungen von Elch, Bär, Steinbock und Hirsch aus unterschiedlichsten Zeitstellungen häufig (Salzburger Land und Salzkammergut), jedoch mit anderem Kontext, wie dem Wunsch nach Bestandserholung oder in kosmischen Zusammenhängen.

## Superimposition
Die Übermalung oder Überzeichnung bestehender Bilder, die Superimposition (auch Superposition genannt) kommt in der Felsbildkunst auch vor, wobei der Ausdruck Superimposition vorwiegend gebraucht wird, wenn feststeht, welche Elemente älter und welche jünger sind. Platzmangel kann für die Existenz von Superimposition nicht ausschlaggebend gewesen sein, da vielfach in unmittelbarer Nachbarschaft von Überzeichnungen genügend freier Raum war.

## Fundstellen (Auswahl)

### Europa

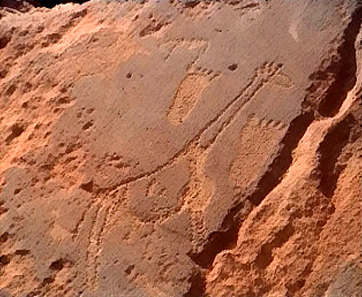
Steingravuren bei Twyfelfontein

Deutschland
- Jachenau, Bayern[10]
- Oberes Tal der Ammer nahe dem Pürschling[11], Bayern
- Speckstein in Ruhpolding, Bayern[12]
- Dalsenalm im Lattengebirge bei Bad Reichenhall, Bayern[13]
- Keltenstein am Igleinsberg bei Prackenbach, Bayern[14]
- Galeriegrab Züschen I, Hessen
- Steinkiste von Anderlingen, Niedersachsen
- Galeriegrab von Warburg-Rimbeck, Nordrhein-Westfalen
- Petroglyphen aus der Altsteinzeit bei Gondershausen im Hunsrück, Rheinland-Pfalz[15]
- Steinkammer von Göhlitzsch und weitere Steinkammergräber mit Innenverzierung; verzierte Steinplatten und Statuenmenhire; Langer Stein bei Eilsleben (Landkreis Börde) mit Pickungen, Sachsen-Anhalt

Österreich
- Eggerloch in Warmbad Villach, Kärnten[16][17]
- Hundskirche in Paternion, Kärnten[16]
- Hochreit bei Göstling, Niederösterreich[18]
- Gudenushöhle bei Albrechtsberg, Niederösterreich[19]
- Wurzeralm, Oberösterreich
- Kienbachklamm, Oberösterreich
- Echerntal in Hallstatt, Oberösterreich[20]
- Knappenwand in St. Wolfgang im Salzkammergut, Oberösterreich[21][17]
- Parrersteig in St. Wolfgang i. S., Oberösterreich[22]
- Halleswies in St. Wolfgang i. S., Oberösterreich[23]
- Reinfalzalm Bad Ischl, Oberösterreich[24][25]
- Offensee bei Ebensee, Oberösterreich[26]
- Baalsteinwand Traunkirchen, Oberösterreich[27][16]
- Rossmoosalm Bad Goisern, Oberösterreich[24][28]
- Weißenbachtal Bad Goisern, Oberösterreich[28][29]
- Notgasse, Steiermark
- Mausböndlhöhle bei Bad Mitterndorf, Steiermark[30]
- Plainberg in Bergheim, Salzburg[31]
- Bluntautal, Salzburg[32]
- Thomalandschaft Drachenwand in St. Lorenz am Mondsee, Salzburg[33]
- Brustwand und Bleckwand am Wolfgangsee, Salzburg[34]
- Bärenstein am Sparber, Salzburg[35]
- Götschenstein in St. Michael bei Lofer, Salzburg[36][29][37]
- Kallbrunnalm in St. Martin bei Lofer, Salzburg[38]
- Lenzenklamm bei Lofer, Salzburg[39]
- Lammertal, Salzburg[40]
- Tennengebirge, Salzburg[41][7][42]
- Hagengebirge, Salzburg[43][17]
- Ofenauer Berg, Salzburg[44]
- Schwarzer Berg, Salzburg[45]
- Fager-Stein St. Koloman, Salzburg[46]
- Steinberg, Tirol
- Kufstein-Schwoich, Tirol[47]
- Wiesing, Tirol[48]
- Marbelstein am Achensee, Tirol[49]

Schweiz
- Carschenna, Graubünden

Frankreich
- Mont Bégo

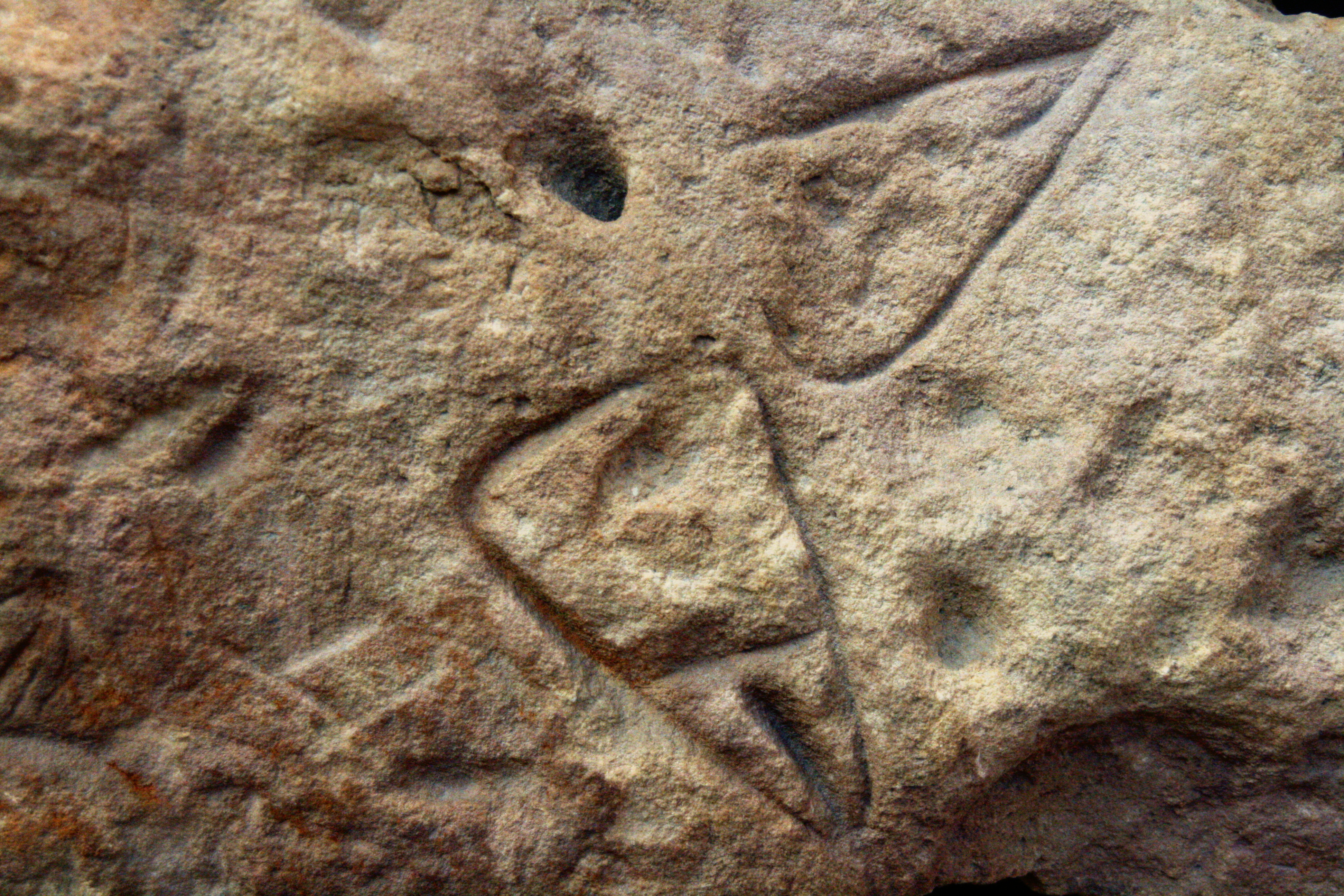
In einen Felsblock geritzte Vulva, La Ferrassie, Frankreich

- Vallée des Merveilles im französischen Nationalpark Mercantour
- Höhle von Pair-non-Pair (Département Gironde)
- Les Combarelles
- La Ferrassie
- Rouffignac

Griechenland

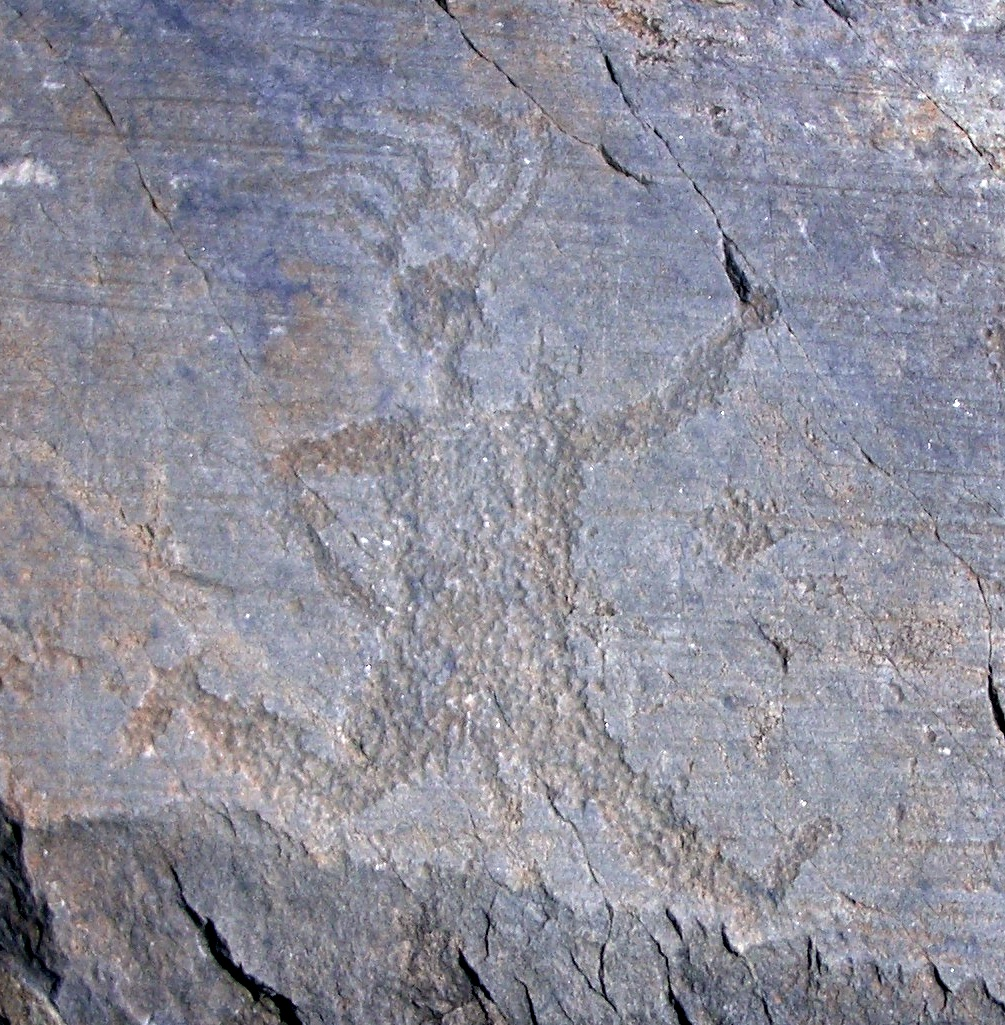
Laufender Priester, Valcamonica, Italien

- Alepotrypa-Höhle (Peloponnes, Halbinsel Mani)
- Beim Kloster Megisti Lavra, Athos

Irland
- Petroglyphen in Irland

Italien
- Felsritzungen des Valcamonica

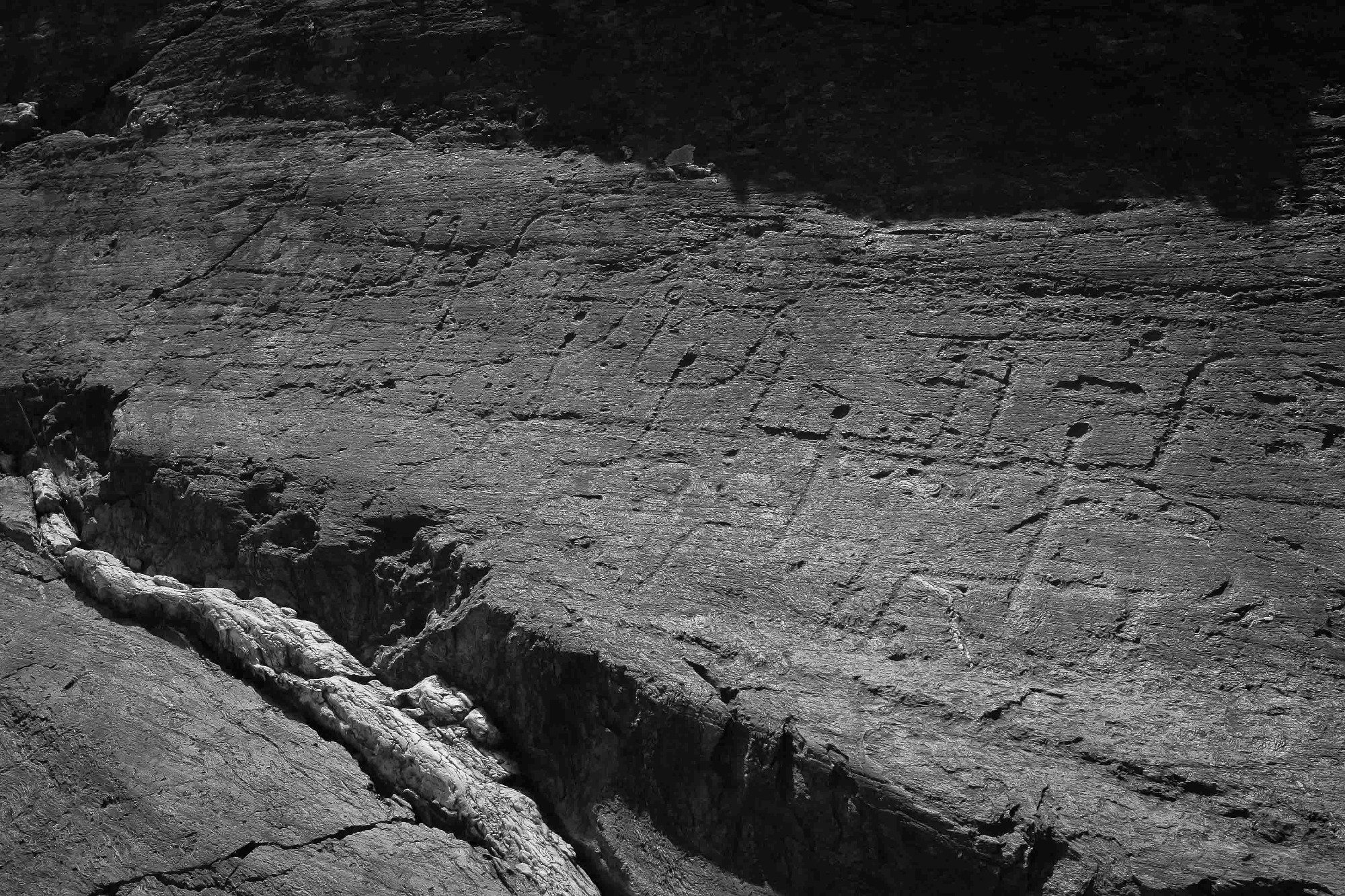
„oranti saltici“, Rupe Magna in Grosio, Italien

- Felsbilder in Grosio, Veltlin, Lombardei
- Tschötscher Heide, Südtirol
- Sternenplatte am Pfitscher Jöchl bei Dorf Tirol, Südtirol[50]
- Groaßer Stuan bei Costaccia Corona, Südtirol[51]
- Corni Freschi in Boario Terme, Brescia, Lombardei[52]
- Caviglione-Höhle der Balzi Rossi in Ventimiglia, Provinz Imperia, Ligurien[53]

Portugal
- Parque Arqueológico do Vale do Côa
- Pedra da Escrita, im Distrikt Viseu

Russland
- Belomorsker Petroglyphen in der Republik Karelien
- Petroglyphen an der Mündung der Wodla in den Onegasee bei Pudosch, Republik Karelien; seit Juli 2021 sind die Petroglyphen des Onegasees und des Weißen Meeres eine UNESCO-Welterbestätte[54]
- Petroglyphen auf einer Insel im Kanoserosee auf der Halbinsel Kola in der Oblast Murmansk

Skandinavien

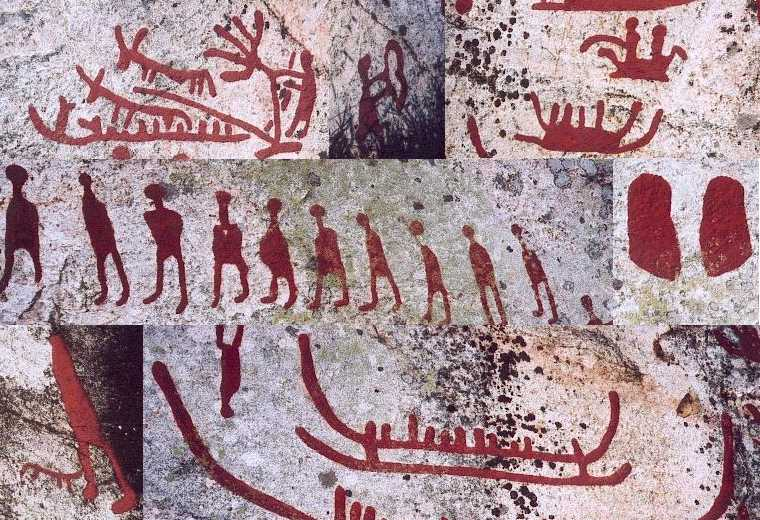
Petroglyphen aus Häljesta, Västmanland, Schweden

- Alta Museum, Freiluftmuseum in Norwegen
- Bjørnstadschiff, Norwegen
- Felsritzungen von Boglösa, Schweden
- Felsritzungen bei Bøla Norwegen
- Felsritzungen von Tanum, Schweden UNESCO-Weltkulturerbe
- Felszeichnungen bei Allinge-Sandvig, Bornholm, Dänemark
- Felsritzung von Slagsta, Schweden

Spanien
- Archäologischer Park Monte Tetón, Galicien
- Laxe das Rodas, Galicien
- Pedra das Cabras, Galicien
- auf den kanarischen Inseln, zum Beispiel die Felsritzungen von El Cementerio, die Felsbilder auf El Hierro oder die Felsgravuren von La Fajana
- In Asturien in der Höhle Tito Bustillo[55]

Vereinigtes Königreich von Großbritannien und Nordirland
- Felsritzungen im Lemmington Wood
- Cochno-Stein

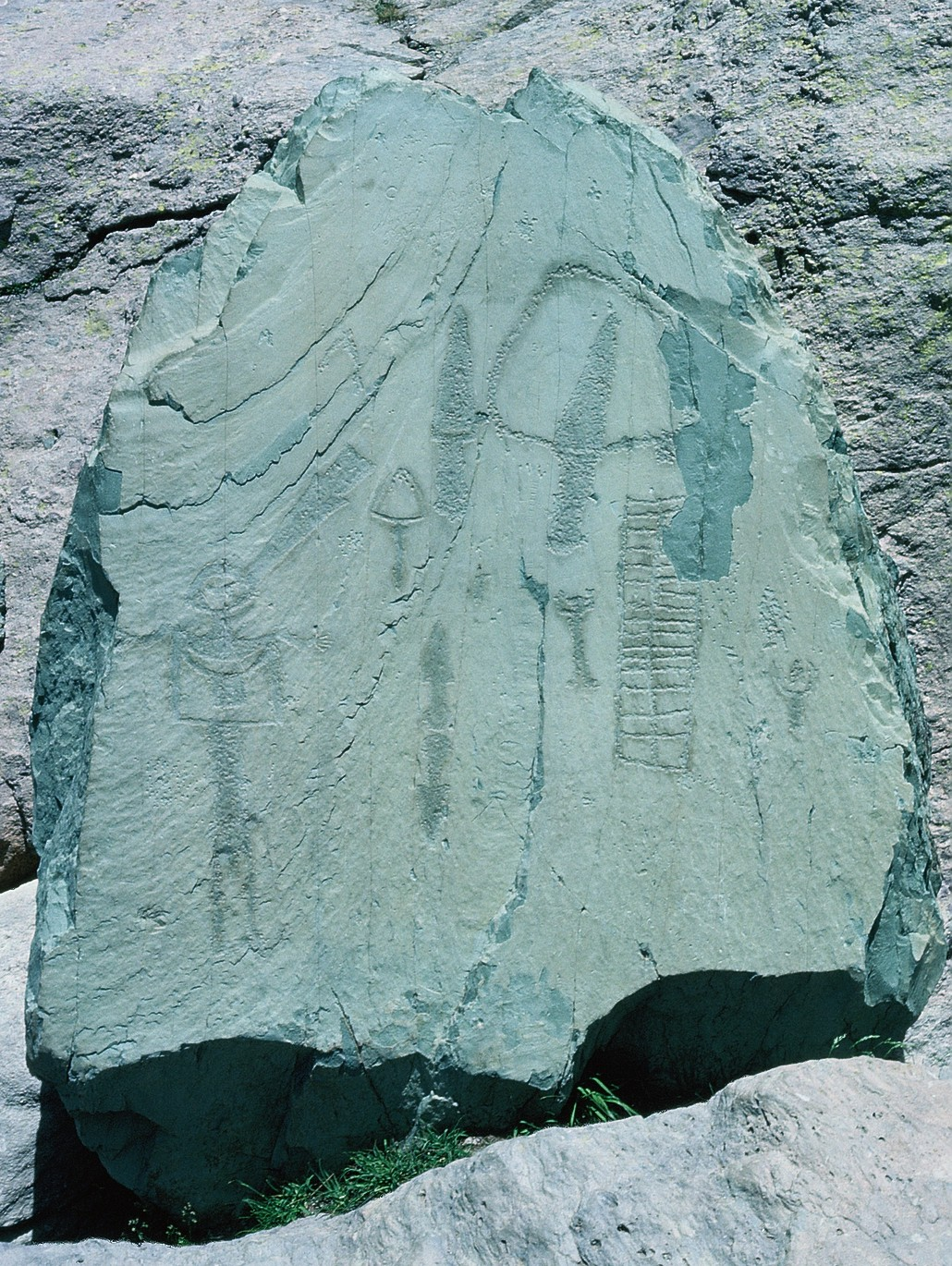
Felsgravuren im Vallée des Merveilles, Seealpen, Frankreich
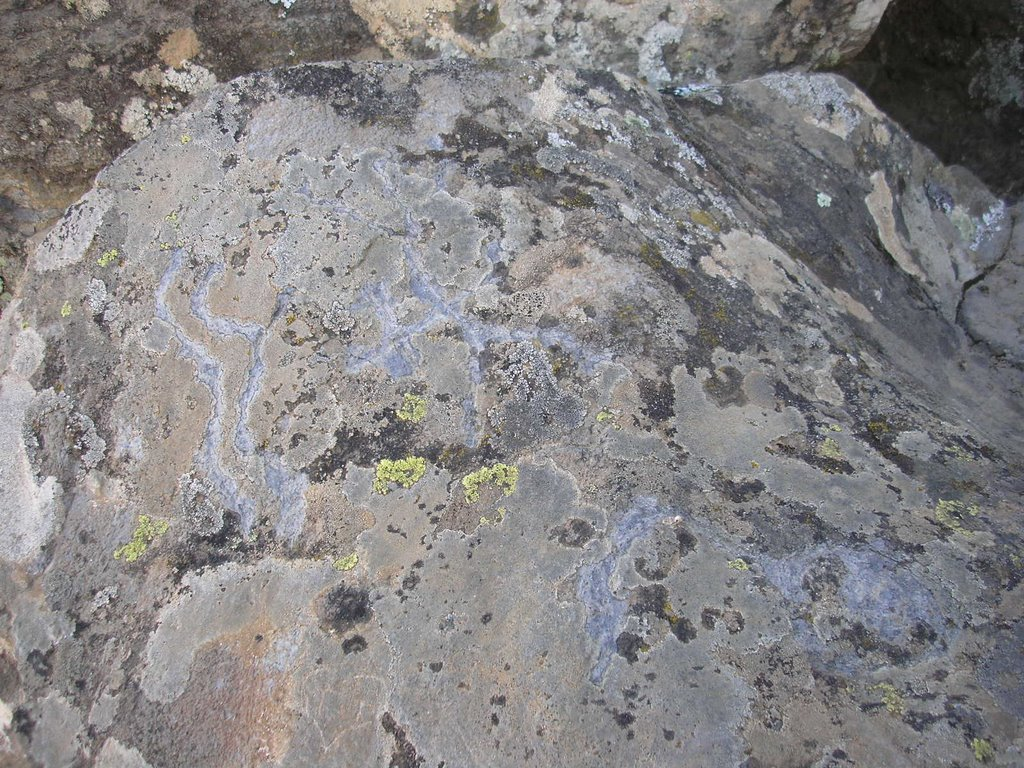
Petroglyph in Roque Bentayga, Gran Canaria, Kanarische Inseln
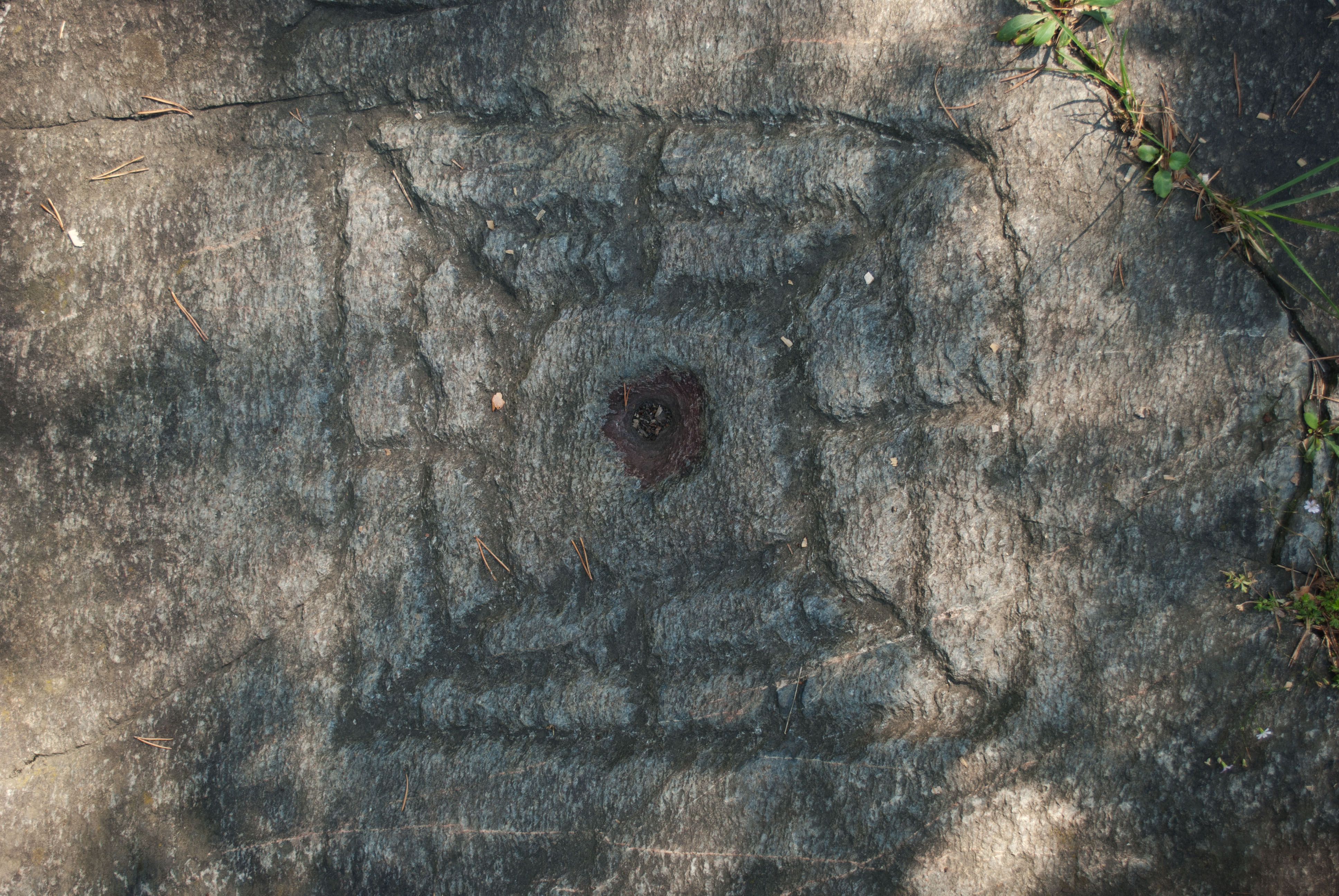
Die „Mühle“, Tschötscher Heide bei Brixen, Südtirol
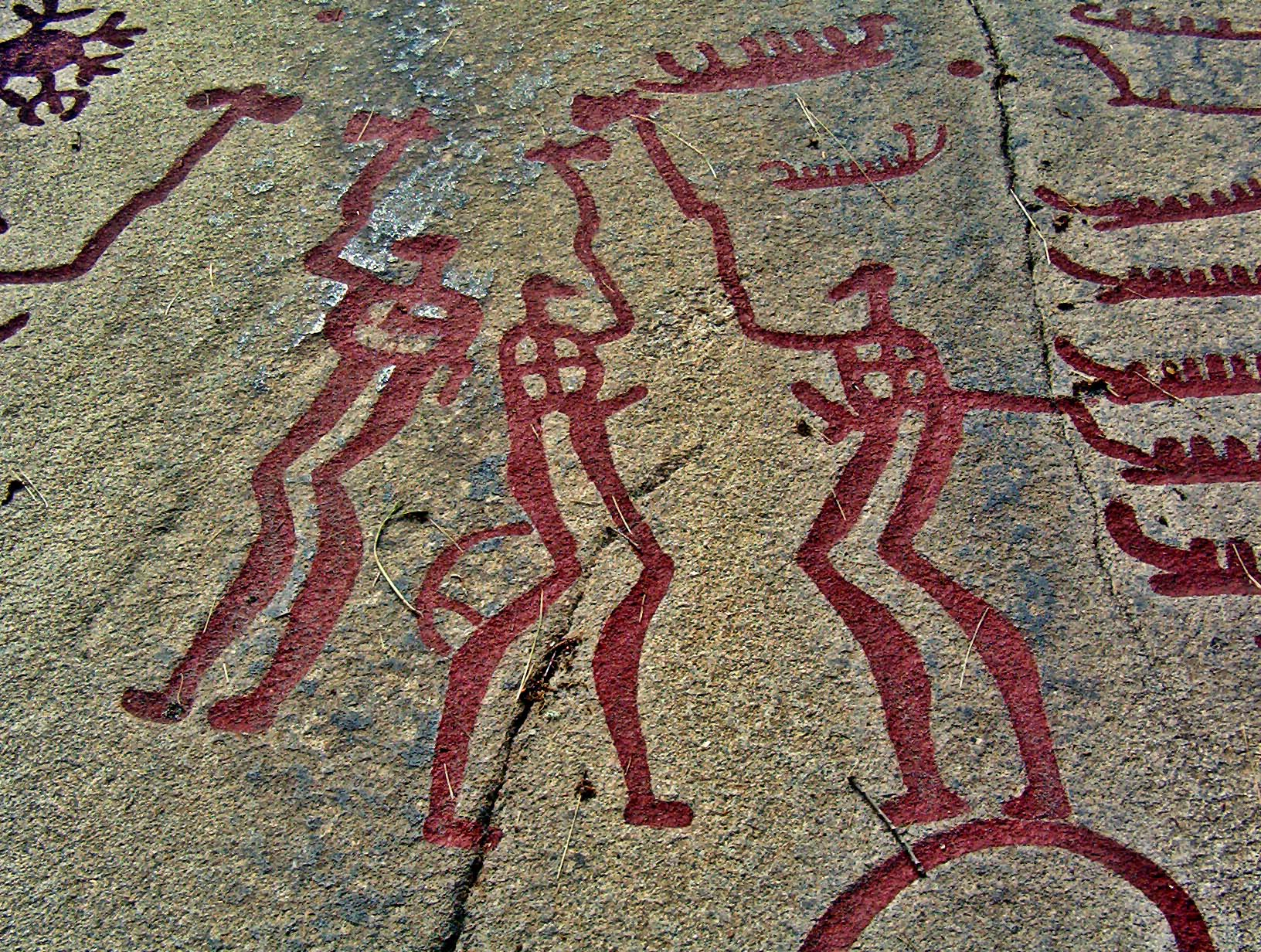
Felsritzung in Tanum, Schweden
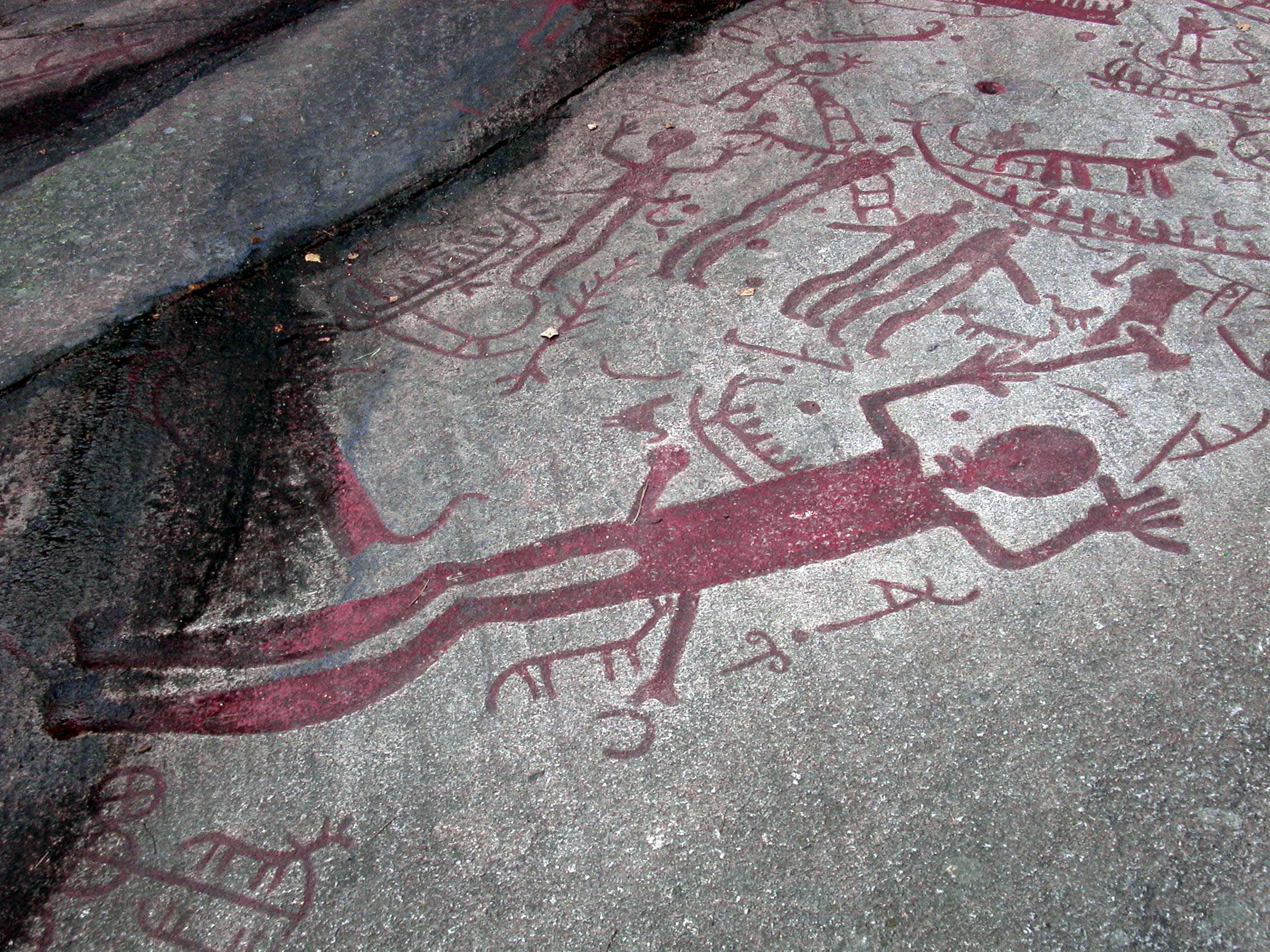
Ritzzeichnung „Der Schuhmacher“, Brastad, Schweden

### Afrika
- Felsbilder der Sahara
- Felszeichnungen in Marokko[56]
- Dabous-Giraffen in Niger
- Twyfelfontein in Namibia (seit 2007 UNESCO-Weltkulturerbe)

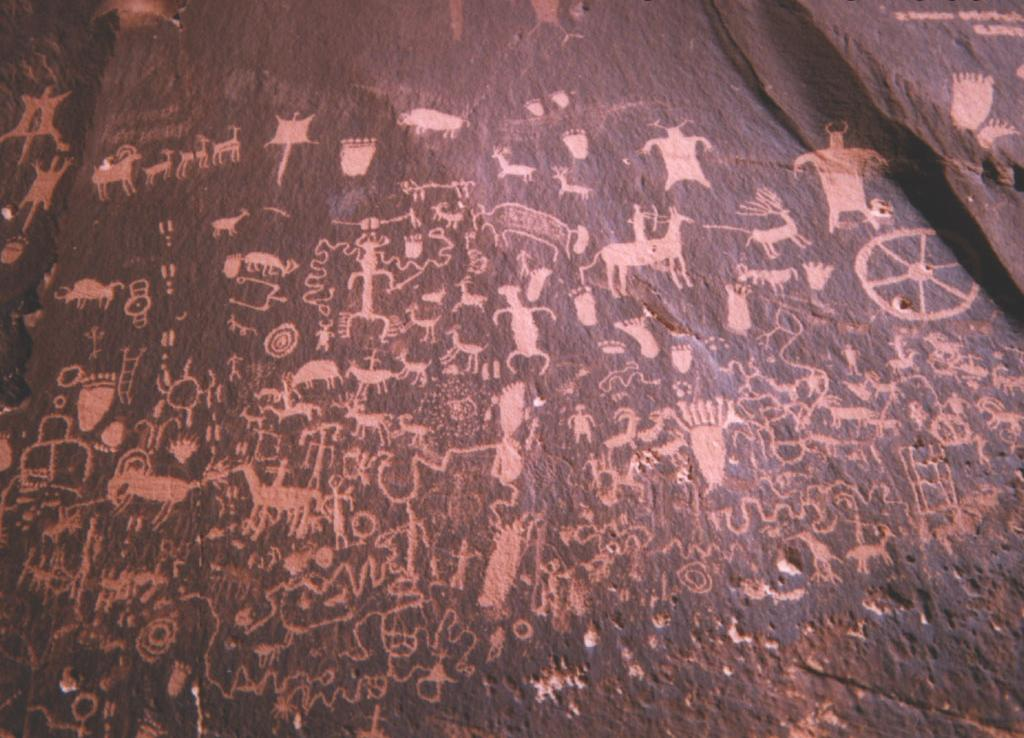
Der Newspaper Rock in Utah

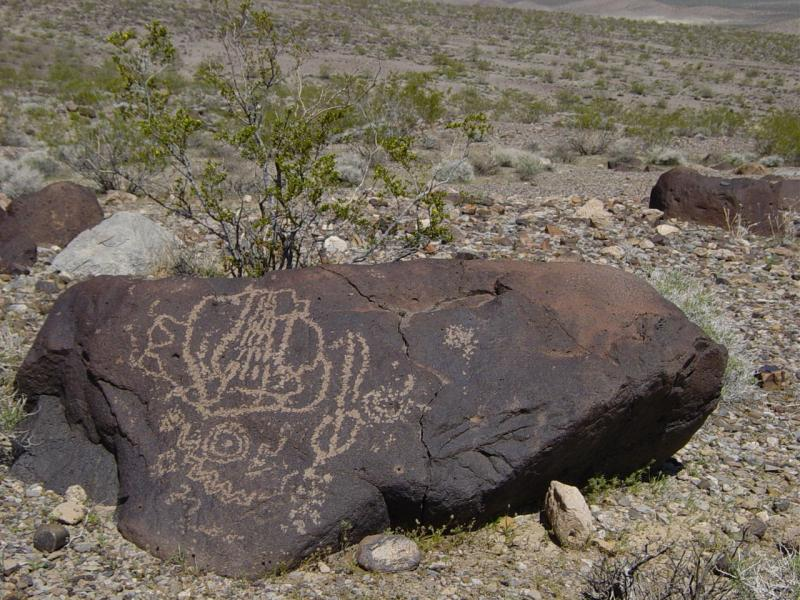
Mesquite Springs (Death Valley, USA).

### Nordamerika
- Petroglyph Provincial Park, Nanaimo, British Columbia, Kanada
- Kejimkujik-Nationalpark, Nova Scotia, Kanada
- Dinosaur National Monument, Colorado und Utah
- Painted Rock Petroglyph Site, Arizona
- Petrified-Forest-Nationalpark, Arizona
- Petroglyph National Monument, New Mexico
- Winnemucca Lake, Nevada – älteste datierbare Petroglyphen des amerikanischen Kontinents
- Horsethief Lake State Park
- West Virginia
- Valley of Fire State Park
- Newspaper Rock State Historic Monument im Canyonlands-Nationalpark
- Map Rock, Idaho, nördlich des Snake River
- Three Rivers Petroglyph Site in New Mexico[57]
- Dighton Rock, Massachusetts

### Lateinamerika
- Ometepe im Nicaraguasee, Nicaragua
- Höhlen des Nationalparks Los Haitises, Dominikanische Republik
- Trois-Rivières in Guadeloupe
- Nationalpark Talampaya in der Provinz La Rioja, Argentinien
- Serra da Capivara in dem Bundesstaat Piauí, Brasilien
- Valle de Tarapaca in der Nähe von Arica, Chile
- La Abra, Cundinamarca, Kolumbien
- Parque Nacional Natural Chiribiquete, Kolumbien
- Chiquihuitillos und Boca de Potrerillos, in dem Bundesstaat Nuevo León, Mexiko
- Höhle La Proveedora, in Sonora, Mexiko
- Bum Bum im Bundesstaat Barinas, Venezuela

### Asien
- Staatliches historisch-künstlerisches Schutzgebiet Gobustan in Aserbaidschan, UNESCO-Weltkulturerbe,[58] Nationales Historisch-Künstlerisches Schutzgebiet[59]
- Mt. Sulaiman und Cholpon-Ata in Kirgisistan
- Felsbilder am Karakorum Highway
- Tamgaly, östliches Kasachstan, seit 2004 UNESCO-Welterbe[60]
- Teymareh und andere Fundstellen in Iran[61][62]
- Edakkal-Höhlen, Kerala, Indien
- Petroglyphen auf den Philippinen
- Umgebung von Aqaba[63]
- Felsritzungen bei Big Wave Bay (Hongkong)
- Lene Hara, Osttimor
- Mongolei: Petroglyphen des mongolischen Altai: Felsbilder von Tsagaan Salaa, Felsbilder von Schiwiit Chairchan (Oberes Tsagaan-Gol-Tal), Felsbilder von Aral-Tolgoi (Арал толгой)[64]

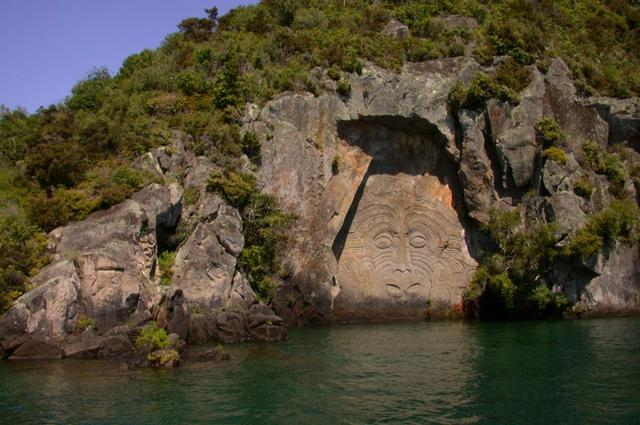
Lake Taupō (auf der Nordinsel Neuseelands)

### Australien und Neuseeland
- Halbinsel Murujuga (Burrup-Peninsula) vor dem Dampier-Archipel, hunderttausende von Bildern, die „Bibel der Aborigines“, werden von einer großräumigen industriellen Erschließung bedroht[65][66]
- im Kakadu-Nationalpark, Northern Territory, besonders am Ubirr und am Nourlangie Rock, sind viele, bis zu 20.000 Jahre alten Felszeichnungen zu besichtigen.
- auch am Uluru (Ayers Rock) finden sich viele Felszeichnungen.
- am Lake Taupō auf der Nordinsel Neuseelands. Die Felszeichnungen der Maori sind nur vom Boot aus erreichbar. Sie dienen hier nur als Beispiel traditioneller Māori-Kunst, denn sie sind nicht aus prähistorischer Vergangenheit, sondern in den letzten 50 Jahren angefertigt worden.

## Datierung
Wissenschaftler des MPI für Chemie in Mainz entwickelten 2019 eine Methode, mit der Petroglyphen genauer datiert werden können. Die Forscher untersuchten den Wüstenlack in und rund um die Abbildungen in Saudi-Arabien. Die hauchdünne, manganreiche Kruste kommt auf fast allen Gesteinsarten vor. Den Erschaffern der Petroglyphen bot die dunkle Oberfläche den Hintergrund, denn die eingeschnittenen Bilder stachen im Vergleich zu der schwarzen Schicht deutlich heraus.

## Medien
- Schätze der Welt – Erbe der Menschheit. Die Felsgravuren von Twyfelfontein, Namibia – Verschlüsselte steinerne Botschaft. Fernsehreportage, Deutschland, 2008, 14:31 Min., Buch und Regie: Christian Romanowski, Produktion: SWR, Erstsendung: 23. Dezember 2008, online mit online-Video